# Alt-Heidelberg, Du feine … (1913)
Alt-Heidelberg, Du feine … ist eine 1913 entstandene deutsche Stummfilm-Romanze von Emil Albes mit Hugo Flink und Hedda Vernon in den Hauptrollen eines Liebespaars.

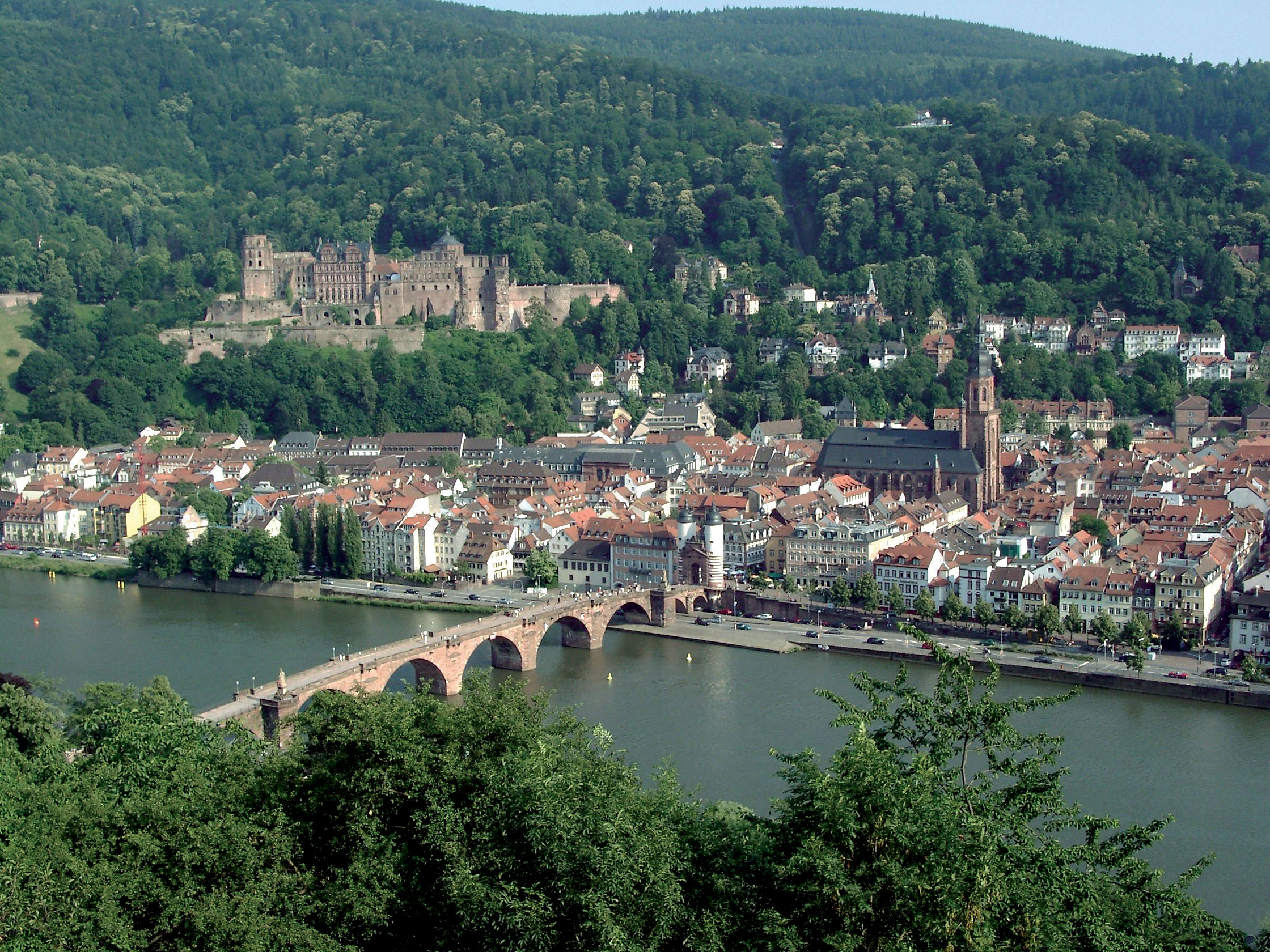
Handlungs- und Drehort Heidelberg mit Altstadt, Schloss und Neckarbrücke

## Handlung
In verklärender Weise wird das Klischee vom studentischen Leben in der alten Universitätsstadt Heidelberg visuell wiederbelebt und mit einer dramatischen Liebesromanze verknüpft, wobei viel Wert auf heimeliges Flair und Lokalkolorit gelegt wurde, verbunden mit Impressionen von Wein, Weib und Gesang in Lokalen sowie von engen, winkeligen Altstadtgassen. In einer Werbeanzeige in der Kinematographischen Rundschau heißt es: „Ernste und heitere Bilder aus dem deutschen Studentenleben im Rahmen einer tragischen Liebesgeschichte von Naturwahrheit und Spannung.“

## Produktionsnotizen
Alt-Heidelberg, Du feine … entstand in den Ateliers der Deutschen Bioscop in Neubabelsberg und wohl im Sommer/Herbst 1913 mit Außenaufnahmen vor Ort in Heidelberg. Der Vierakter maß eine Länge von rund 1100 Metern und wurde am 27. März 1914 erstmals im Deutschen Reich gezeigt. Möglicherweise gab es eine Weltpremiere bereits zuvor.
Robert A. Dietrich entwarf die Filmbauten. Bereits im Jahr zuvor hatte es einen Film gleichen Namens von und mit Harry Walden gegeben, der vermutlich, da ohne Zensurbescheinigung, aber öffentlich nicht aufgeführt wurde.

## Kritiken
In Wiens Kinematographischer Rundschau heißt es: „Es gibt herrliche Bilder des deutschen Burschenlebens und diese ulkigen Szenen zwischen Wein, Weib und Gesang, dem Schanktisch und dem Mensurboden, der nächtlich stillen Straße und dem Jubilieren der ‚schwerbeladenen‘ Burschen. Aus diesen frohen Szenen wächst urplötzlich so ganz natürlich und ungesucht ein Drama mit all seinen schmerzlich berührenden Stellen hervor und macht ums Herz warm.“
Der Volksfreund konstatierte: „Ein Stück deutschen Studententums, das zu den idealsten Besitztümern unserer Nation gehört, entrollt dieser Film vor unseren Augen.“